# دروسينهيم
دروسينهيم (بالفرنسية: Drusenheim)‏ هي بلدية تقع في إقليم الراين الأسفل من منطقة ألزاس في شمال شرق فرنسا. تبلغ مساحة هذه المدينة 15.73 (كم²)، يبلغ عدد سكانها 5086 نسمة حسب إحصاء المعهد الوطني للإحصاء والدراسات الاقتصادية سنة 2009 م. وترأس Jacky Keller البلدية خلال فترة (2008 - 2014).

## أعلام
- إميل هاوغ
- رولاند فاغنر

## وصلات خارجية
- صفحة البلدية على موقع المعهد الوطني للإحصاء والدراسات الاقتصادية